# Нова Петра
Нова Петра (грч. Νέα Πέτρα, Неа Петра) је насељено место у општини Зиљахово у периферији Средишња Македонија, Грчка. Према попису из 2021. године било је 196 становника.
Према бугарском географу и историчару, Василу Канчову, у Новој Петри је 1900. године живело 65 Рома. Касније је насеље било напуштено и потом обновељено 1923. године, када је насељено 73 грчких избегличких породица. На попису из 1928. године Нова Петра је имала 305 становника. Село се раније звало Цанос.